# Edmond Yon

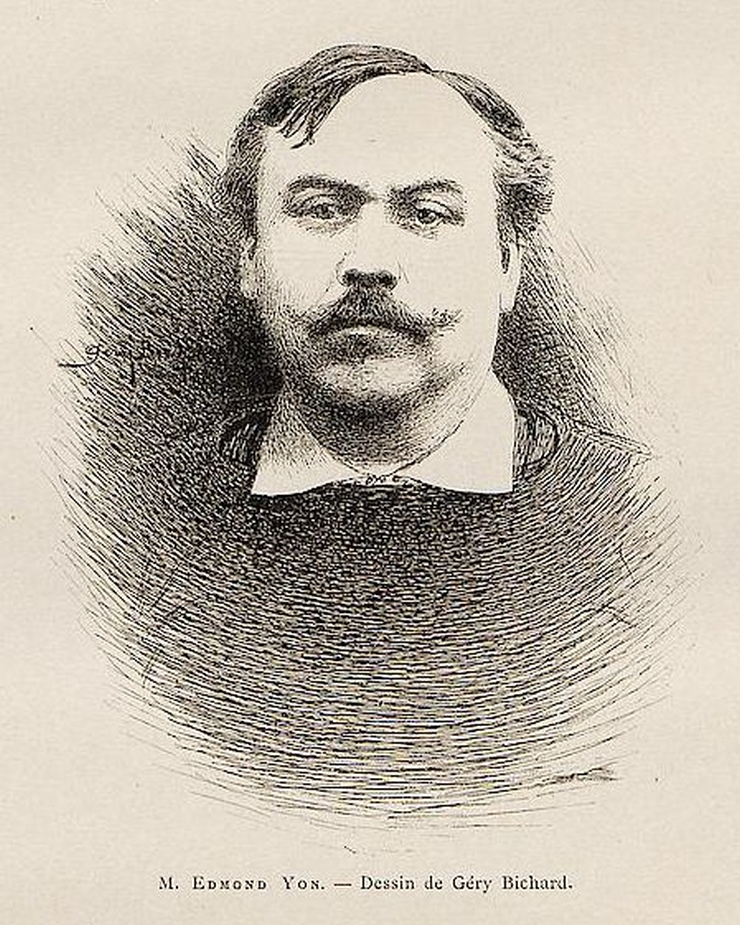
Edmond Yon –
Radierung von Gery Bichard

Edmond Charles Joseph Yon (* 31. März 1841 in Paris; † 25. März 1897 ebenda) war ein französischer Landschaftsmaler, Aquarellist und Lithograf.

## Leben
Edmond Yon wurde 1841 in Paris als Sohn des Bildhauers Charles Yon (1803–1851) geboren. Yon studierte in Paris unter der Leitung des Lithografen Jean Achille Pouget und des Bildhauers Justin Lequien (1826–1882) und war danach zunächst als Holzschneider und Radierer tätig. Er schnitt nach eigenen Vorlagen für verschiedene Zeitschriften wie Le Monde Illustré, L’Illustration, L’Art und fertigte Reproduktionen nach Werken von Corot und Millet. Aber auch Bücher, u. a. Werke von Victor Hugo und Paul Verne, wurden von ihm illustriert.
1865 stellte Yon seine Werke erstmals und danach regelmäßig auf dem Pariser Salon aus. Ab 1867 wandte sich Yon vermehrt der Malerei zu und schuf nun stimmungsvolle, naturgetreue Landschaften aus dem Pariser Umland, vor allem aber Uferszenen von den Flüssen Seine, Oise, Marne und Bièvre. Für seine Werke erhielt er 1875, 1879 und 1889 Goldmedaillen auf dem Pariser Salon wie auch eine Goldmedaille auf der Weltausstellung 1889. 1886 wurde er zum Ritter der Ehrenlegion ernannt.
Edmond Yon starb 1897 kurz vor Vollendung seines 56. Lebensjahres. Seine Grabstelle befindet sich auf dem Pariser Friedhof Père-Lachaise, 16. Division.

## Werke (Auswahl)

### Illustrationen/Radierungen
- zu  „Don Quichotte“ von Miguel de Cervantes (ca. 160 Radierungen)
- zu „Les Misérables“ Die Elenden von Victor Hugo
- zu „Quarantième ascension française au mont Blanc“ (1871),[5] Vierzigster französischer Aufstieg zum Mont Blanc von Paul Verne

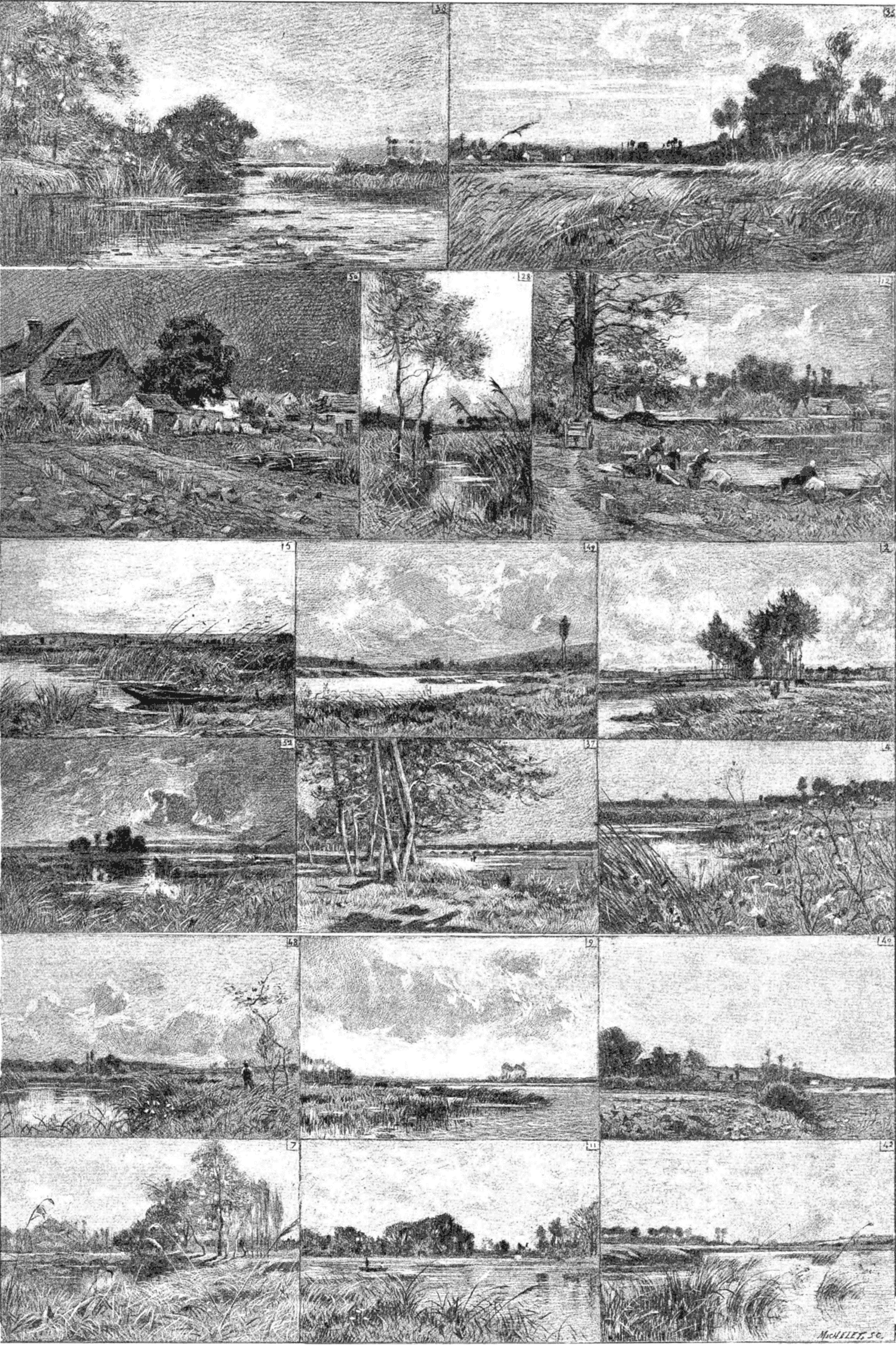
Edmond Yon: Tableau aus L'illustration No. 2510 (1891)

### Gemälde
- Chemin à Velizy (1867)
- Bras de la Seine (1875, Medaille)
- Le Bas de Montigny, Bords de la Marne (1879, Medaille)
- Moret-sur-Loing
- La Rivière d’Eure à Acquigny (1881)
- Paysage De Rivière
- Les vaines pâtures à Sainte-Aulde
- Moulin sur le Morin, Près Sucy-en-Brie (1879)
- Au bord de la rivière
- Printemps
- Le Moulin à eau
- Échoués Bateaux de pêche à marée basse, Villerville
- Pont sur une Rivière
- La Batteuse
- Le Pont de Vernon, près Vouvray

Zu einer Ausstellung der Werke Edmond Yons in Paris wurde 1891 in der Zeitschrift L'illustration ein Tableau mit einigen seiner dort zu sehenden Werke abgebildet: L'Exposition Yon – Choix de tableaux de la vente Edmond Yon (siehe Bild rechts).